# Arqueometría
La arqueometría es una disciplina científica que emplea métodos físicos o químicos para los estudios arqueológicos. Dichos métodos comprenden los estudios de sedimentología, botánica, arqueozoología, antropología, análisis de los materiales. El objetivo es la datación de los objetos y vestigios de los yacimientos arqueológicos, la caracterización de materiales, la determinación de sus propiedades físicas y químicas, el tipo de tecnología utilizada, el origen de estos materiales, etc. El centro europeo de la arqueometría está en Lieja (Bélgica), y depende directamente de la Universidad de Lieja.

## Análisis de los materiales
Trazalogía • Petrografía • Ceramología • Metalurgia • Metalografía • Microánalisis de los pigmentos • Ciclotrón

## Antropología
Morfología • Paleodemografía • Paleobioquímica • Paleobiología molecular

## Arqueozoología
Biometría • Tafonomía • Entomología • Malacología • Ictiología

## Botánica
Palinología • Carpología • Antracología • Fitolitología

## Conservación y restauración
Materiales de construcción • Compuestos orgánicos • Compuestos inorgánicos

## Dataciones
Arqueomagnetismo • Dendrocronología • Radiocarbono • Termoluminiscencia

## Sedimentología
Geomorfología • Geoquímica • Granulometría • Morfoscopia • Exoscopia • Mineralogía • Pedología • Micromorfología